# 자원봉사

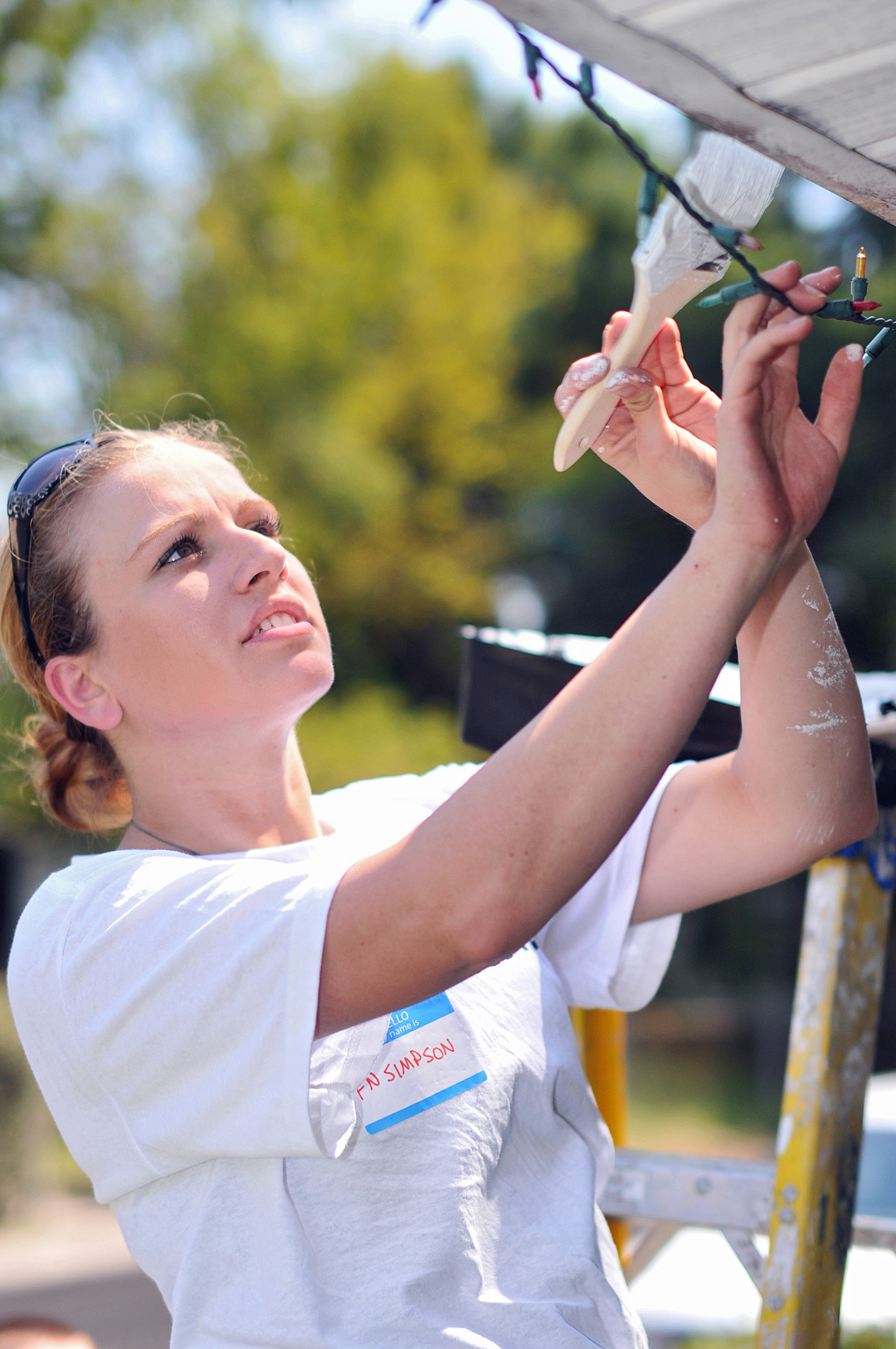
자원봉사자

자원봉사(自願奉仕)는 사회 또는 공공의 이익을 위한 일을 자기 의지로 행하는 것을 말한다. 자원봉사자들의 봉사 활동은 보통 비영리단체(非營利團體, NPO, Non-Profit Organization)를 통하는 경우가 많다. 때때로 이 방식의 봉사 활동은 공식 봉사 활동으로 불린다. 하지만 이들 공식 봉사 단체와는 별도의 개인 또는 몇몇 사람들이 비교적 격식을 차리지 않고 자유롭게 봉사 활동을 펼치는 경우도 있다. 이러한 비공식적인 봉사 활동은 보통 알려지지 않기 때문에 통계치로 잡기가 무척 힘들다.
자원봉사에 임하는 사람은 다양한 형태로 보상을 얻는다. 예를 들어 보람이나 경험 등의 정신적 보상이나 교통비나 식사비, 소정의 활동비 등을 제공받는 금전적 보상이 있을 수 있다. 또한 그 밖에도 취업 또는 진학에 도움이 되는 경력을 쌓기 위한 목적에서 자원봉사를 하기도 한다. 어떤 기준으로 자원봉사인지 그렇지 않은지를 나눌지에 대해서는 다양한 견해가 있다.
자원봉사의 방법도 여러 형태이다. 육체적인 노동을 통하거나, 소외된 사람들을 방문하거나, 재난시에 피해당한 사람들을 도와주거나, 기술 기반 자원자(Skills-based volunteering)로서 위키백과와 같은 온라인 백과사전(an online encyclopedia)에서 관리자나 사무관으로 봉사하는 방법도 있다. 다른 명칭으로는 볼런티어이다.

## 동기와 보상

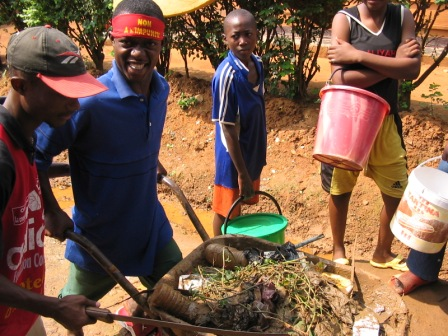
카메룬의 한 마을에서 봉사 활동으로 청소를 하고 있는 아이들

봉사 활동의 동기와 보상은 아래와 같이 다양하며, 대개 이들 요소가 복합적으로 결합되어 봉사를 하는 이유를 설명해준다.

### 동기
- 이타심 또는 애타심(愛他心) - 다른 사람의 안녕을 위해 봉사 활동을 한다. 진정한 애타심에서 우러나온 봉사 활동이 없다고 주장하는 사람도 있다. 애타심은 봉사 활동을 하는 이유 중에 하나는 될 수 있다. 하지만 애타심만으로 봉사 활동에 지속적으로 전념하기는 불가능하다.
- 삶의 질 - 봉사 활동이 봉사자 자신의 삶을 윤택하게 한다. 이것은 봉사 활동의 가장 중요한 동기가 될 수 있다. 봉사 활동을 하면서 봉사자는 다른 사람들과 어울릴 수 있으며, 사회 활동을 유지할 수 있다. 무엇보다도 삶의 다른 영역에서는 느끼기 힘든 끈끈한 유대감을 얻을 수 있다는 점이 많은 사람에게 봉사 활동을 하는 이유가 된다.
- 의무감 - 어떤 이들은 봉사 활동을 시민, 국민으로서 당연히 해야할 일로 받아들인다. 이 경우의 봉사자 중에는 자신들을 봉사자라고 하지 않는 사람도 있다.
- 신앙심 - 한층 더 높은 영적인 상태에 도달하기 위한 수단으로서 봉사 활동을 하는 경우도 있고, 종교적인 의무감에서 봉사 활동을 하는 경우도 있다.

### 보상
- 재정적 보상 - 돈 때문에 봉사 활동을 하는 것을 봉사라고 말하는 것은 단어 '봉사'의 사전적 정의에 부합하지 않는다. 하지만 봉사 단체 중에는 봉사 활동에 지출되는 비용(주로 식사비, 재료비, 이동에 소요되는 비용 등)을 봉사자 대신 치르는 곳도 있고, 봉사자에게 소액의 수당, 수고비 등의 현금을 제공하는 곳도 있다. 일반적으로 수당이 높은 '봉사 활동'이 고되다.
- 경력 - 학교의 생활기록부 또는 취업을 위한 이력서에 적어 넣기 위해 봉사 활동을 하는 경우도 있다. 최근 직장 내 인사고과와 부서평가 등에도 봉사활동이 반영되는 기업이 있는데 이는 기업의 이미지 재고를 위해 얼마나 노력하고 있는가를 반영하고자 하기 때문이다.
- 상해보험 가입
- 마일리지 - 항공산업에서 시작된 마일리지제도의 목적 중 가장 중요한 것은 지속적인 거래라고 할 수 있는데, 자원봉사에 있어서 마일리지 시스템을 활용하여 봉사활동을 지속시키고 활성화시키고자 하는 움직임이 전세계적으로 일고 있다. 국내에서는 사랑나눔통장-동작자원봉사은행, 송파품앗이, 금천구 봉사릴레이마켓, 경북 구미의 사랑고리은행, 인천의 찾아쓰는 마일리지 제도 등의 제도가 일부 지자체를 기반으로 시행된 바 있고, 해외에서는 일본의 시간예탁제도, 미국의 타임달러 등이 성공사례로 꼽힌다. 한편, 봉사활동에 대한 실적을 적립하고 축적된 포인트를 활용하여 본인, 가족 또는 제3자가 돌봄서비스 등을 받을 수 있도록 하는 제도인 '사회공헌활동 기부은행'이 2015년부터 국내에서 시행되고 있다.

## 분야
자원봉사 분야는 여러 가지가 있다. 1365 자원봉사포털의 분류에 따르면 생활편의, 주거환경, 상담, 교육, 보건의료, 농어촌, 문화행사, 환경보호, 행정보조, 안전·방범, 인권·공익, 재해·재난·응급, 국제협력, 멘토링 등의 분야가 있다.

## 같이 보기
- 1365 자원봉사포털
- 기아대책
- 대한적십자사
- 월드비전
- 굿네이버스
- 유니세프
- 한국JTS
- 전국재해구호협회